# 天保十二年のシェイクスピア
『天保十二年のシェイクスピア』（てんぽうじゅうにねんのシェイクスピア）は、井上ひさしの戯曲。宝井琴凌作『天保水滸伝』などの侠客談義とシェイクスピア全37作品を基に描かれる壮大な任侠劇。1974年初演（出口典雄演出）。2002年（いのうえひでのり演出）、2005年（蜷川幸雄演出）にも上演された。
シェイクスピア全作品の要素を盛り込んだ大作であり、その上演時間は4時間以上に及ぶ。そのため上演される機会の少ない戯曲でもある。初演では終電が近くなり、途中退場する観客が少なくなかった。2002年の上演では鴻上尚史が企画監修という肩書きで戯曲のカットに関わっており、2005年上演時には井上自らが戯曲を改訂した。
シェイクスピア全作品の要素が盛り込まれている本作だが、『ロミオとジュリエット』や『リチャード三世』などのように繰り返し原作の戯曲を髣髴とさせるものがある一方で、『ヴェニスの商人』の登場人物名をもじった「バッサーニオ!（刀を居抜く際の音）」という台詞一言のみでしか取り上げられていない戯曲もある。

## あらすじ
江戸末期、下総国の旅籠街・清滝村が舞台。旅籠（はたご）を仕切る老侠客（きょうかく）と三人の娘たちが、身代譲りを発端にした骨肉の争いを描く。
```
佐渡の三世次は、無宿の渡世人。顔に大きなやけどの痕があり片足が不自由だが、悪知恵に長けており、二組のヤクザの抗争を利用して出世を企む。
```

## 主な登場人物
佐渡の三世次（「リチャード三世」＋「オセロー」＋「ジュリアス・シーザー」＋「リチャード二世」）
無宿の渡世人。顔に大きな火傷があり片足が不自由、おまけに瘻という凄い人物だが邪知姦計に長けており、下総を牛耳る二組のヤクザの抗争を利用して出世しようと企む。
様々なシェイクスピア作品のシークエンスを一人で引き受ける忙しい人物。
鰤の十兵衛（ブリ＋テン→「リア王」）
元は銚子のブリ漁師。下総は清滝を牛耳る顔役で、よる年波から三人の娘に身代を譲ろうと考える。
お文（ゴネリル「リア王」＋「ハムレット」）
十兵衛の娘で三姉妹の長女。父親を憎んでおり、奇禍から本命の末娘が出奔したのを幸いにやりたい放題を始める。そのためにおとなしい性格の夫が邪魔になり、夫の弟を巧妙に丸めこんで殺させてしまった。
お里（リーガン「リア王」＋「オセロー」）
お文の腹違いの妹。やはり父親を憎んでおり、口車を駆使して父親の身代を乗っ取ってしまう。姉との対決に反対していた夫を用心棒の幕兵衛に殺害させ、その後さまざまな偶然により清滝の顔役になることに成功する。ところが、本性を現した三世次に騙された夫に殺害されてしまった。
お光（コーディリア「リア王」＋「ロミオとジュリエット」＋「間違いの喜劇」）
三姉妹の末娘だが実は捨て子。十兵衛が身代を譲る本命だと考えていたが、些細なすれ違いから喧嘩になり家出してしまった。その三年後、ガラリと変わって女勝負師となり帰郷。お里のもとに身を寄せ、お文一家と対立することに。
普段は怜悧な空気を放っているが、きじるしの王次が絡むと『恋する乙女』に変貌してしまう厄介な人物。さらに彼女には一卵性双生児の妹がおり、その妹が清滝に来たことでものすごい騒ぎが起こってしまう。
蝮の九郎治（「ハムレット」）
お文の前夫、よだれ牛の紋太の実弟。お文に諭されて実兄を殺害し、清滝の半分を支配する顔役となる。
九郎治の俳役は紋太と同じ俳優によって演じられる。
尾瀬の幕兵衛（「マクベス」＋「オセロー」）
もとはお里の夫である代官手代の花平の用心棒。お里と結託して花平を殺害し、花平一家を乗っ取ることに成功するが、三世次の巧妙な口車に惑わされてお里と無理心中を遂げてしまうという悲劇の展開に…。
剣術の名手で、閻魔堂に住む老婆の予言を受けて乗っ取りを開始する。
きじるしの王次（「ハムレット」＋「ロミオとジュリエット」＋「間違いの喜劇」）
紋太・お文夫婦の一人息子。極道の修行中だったが、父親の訃報を受けて帰郷。三世次の仕込んだインチキの幽霊から事件の真相を聞き、復讐を誓ってその下準備として狂人を装う。
お光に一目ぼれし、後に相思相愛になるが彼女の妹の登場に振り回され、仇敵と共倒れになる形で死んでしまう。
清滝の老婆（「マクベス」）
閻魔堂に住む不気味な老婆。刀で切っても死なず、幕兵衛と三世次に予言を告げる。王次の一目ぼれに介入してお光と相思相愛にしたり、三世次に二重の意味が込められた予言をして彼の悪行を煽るなど物語の黒幕的な存在。
隊長（「ヘンリー五世」）
下総の抱え百姓たちのまとめ役で、物語の司会進行役兼ナレーター。（演出によっては）彼のみが現代に通じる言葉を使い、時には舞台上の時間を停止させるなどして複雑な物語を解り易く説明してくれる。
お光を「語り手の権限」で妹であるお幸に変身させたり、王次に彼のモデルとなったハムレット王子の名台詞「To be or-」の日本語訳を何パターンも喋らせるなどお茶目な性格。
小見川の花平→キャピュレット「ロミオとジュリエット」
よだれ牛の紋太→紋太牛→モンタギュー「ロミオとジュリエット」
蝮の九郎治→クローディアス「ハムレット」
ぼろ安→ポローニアス「ハムレット」
お冬→オフィーリア「ハムレット」
利根の河岸安→キャシオー「オセロー」
代官手代の花平→ダンカン「マクベス」
老婆→魔女「マクベス」
幕兵衛（十兵衛を抜き打ち）→バッサーニオー「ヴェニスの商人」

## 引用
原作からの引用は小田島『井上ひさしの劇ことば』p.45-52に詳しい。例えば、次のようなものがある。
- 「リア王」愛情テストの場（1幕1場）　リア「なにもないところにはなにも出てきはせぬ」→十兵衛「お光、何もないところからは何も出て来はしないよ」
- 「ハムレット」尼寺の場（3幕1場）　ハムレット「……尼寺へ行くがいい」→王次「お冬、尼寺へ行け。で、なきゃあ、女郎屋へ行け」（「尼寺」には「女郎屋」の意味を含むという説がある）

## 西武劇場プロデュース（1974年）
1974年1月5日（土） - 2月3日（日）　於・西武劇場

### スタッフ
- 作：井上ひさし
- 演出：出口典雄
- 美術：粟津潔
- 音楽：宇野誠一郎
- 振付：西田堯、アキコ・カンダ
- 照明：古川幸夫
- 音響：秦和夫
- 舞台監督：三田村晴夫
- 歌唱指導：帆足琢也
- 殺陣指導：中村靖之介
- 制作：西武劇場、阿部義弘事務所

### キャスト
- 木の実ナナ ‐ お光 / おさち 役
- 峰岸隆之介  ‐ 佐渡の三世次 役
- 高木均 ‐ 蝮の九郎治・大前田の栄五郎 役
- 勝部演之 ‐ 尾瀬の幕兵衛 役
- 観世栄夫 ‐ 隊長 役
- 根岸明美 ‐ お文 役
- 稲野和子 ‐ お里 役
- 金森勢 ‐ きじるしの王次 役
- 西村淳二 ‐ よだれ牛の紋太・国定村の忠治・百姓 / 亡霊 役
- 松熊信義 ‐ 土井茂平太・壷振り 役
- 矢崎滋 ‐ 小見川の花平・佐吉・手付 役
- 佐藤輝昭 ‐ 清水港の次郎長・手付・百姓 役
- 小林トシエ ‐ 清滝の老婆・百姓 役
- 山川弘乃 ‐ おこま婆 役
- 中村まり子 ‐ お冬・浮舟太夫 役
- 中村伸郎 ‐ 鰤の十兵衛・ぼろ安 役
- 田中崇 ‐ 利根の河岸安 役

ほか

## （社）日本劇団協議会10周年記念公演（2002年）
- 2002年3月5日（火） - 24日（日）　於・赤坂ACTシアター〈2002東京都民芸術フェスティバル参加〉
- 2002年3月30日（土） - 4月7日（日）　於・大阪厚生年金会館芸術ホール

### スタッフ
- 作：井上ひさし
- 企画監修：鴻上尚史
- 演出：いのうえひでのり
- 音楽：岡崎司
- 美術：堀尾幸男
- 照明：原田保
- 衣裳デザイン：小峰リリー
- 音響プラン：井上哲司、山本能久
- 振付：川崎悦子
- 殺陣：田尻茂一、川原正嗣、前田悟
- 歌唱指導：右近健一
- ヘアメイクデザイン：河村陽子
- 特殊効果：南義明
- 小道具プロデュース：高橋岳蔵
- 舞台監督：芳谷研
- エグゼクティブプロデューサー：細川展裕

### キャスト
- 上川隆也 ‐ 佐渡の三世次 役
- 沢口靖子 ‐ お光 / おさち 役
- 古田新太 ‐ 尾瀬の幕兵衛・国定村の忠治 役
- 池田成志 ‐ 蝮の九郎治・利根の河岸安・手付 役
- 阿部サダヲ ‐ きじるしの王次・手付 役
- 橋本じゅん ‐ よだれ牛の紋太・百姓 役
- 西牟田恵 ‐ お里・安中の老婆 役
- 村木よし子 ‐ お文・真岡の老婆・百姓 役
- 高橋礼恵 ‐ お冬・大間々の老婆・女郎・百姓 役
- 粟根まこと ‐ 小見川の花平・笹川の繁蔵 役
- 山本亨 ‐ 土井茂平太 役
- 小林勝也 ‐ 鰤の十兵衛・飯岡の助五郎 役
- 森塚敏 ‐ ぼろ安・大前田の栄五郎・百姓 役
- 熊谷真実 ‐ 清滝の老婆 役

ほか

## シアターコクーン・オンレパートリー2005（2005年）
オフィシャルサプライヤー・シリーズVOL.341  NINAGAWA VS COCOON FINAL
- 2005年9月9日（金） - 10月22日（土） 於・Bunkamuraシアターコクーン
- 2005年10月28日（金） - 11月6日（日） 於・シアターBRAVA!

### スタッフ
- 作：井上ひさし
- 演出：蜷川幸雄
- 音楽：宇崎竜童
- 美術：中越司
- 照明：原田保
- 衣裳：前田文子
- 音響：井上正弘
- 振付：前田清実
- ヘアメイク：高橋功亘
- ファイトコレオグラファー：國井正廣
- 所作指導：花柳錦之輔
- 歌唱指導：泉忠道
- 舞台監督：白石英輔
- プロデューサー：加藤真規

### キャスト
- 唐沢寿明 ‐ 佐渡の三世次 役
- 藤原竜也 ‐ きじるしの王次 役
- 篠原涼子 ‐ お光 / おさち 役
- 夏木マリ ‐ お里 役
- 高橋惠子 ‐ お文 役
- 勝村政信 ‐ 尾瀬の幕兵衛 役
- 木場勝己 ‐ 隊長 役
- 吉田鋼太郎 ‐ 鰤の十兵衛・飯岡の助五郎 役
- 壤晴彦 ‐ 小見川の花平・笹川の繁蔵 役
- 髙橋洋 ‐ 左吉 役
- 毬谷友子 ‐ お冬 役
- 沢竜二
- 西岡徳馬 ‐ よだれ牛の紋太・蝮の九郎治・百姓（紋太のそっくりさん） 役
- 白石加代子 ‐ 清滝の老婆 役

ほか

## 日生劇場・梅田芸術劇場ほか公演（2020年、2024年）

### 初演（2020年）
- 2020年2月8日（土） - 29日（土）於・日生劇場※新型コロナウイルス拡大防止の影響で3公演中止。
- 2020年3月5日（木） - 10日（火） 於・梅田芸術劇場※新型コロナウイルス拡大防止の影響で全公演中止。

### 再演（2024-2025年）
- 2024年12月9日（月） - 29日（日）於・日生劇場
- 2025年1月5日（日） - 7日（火）於・梅田芸術劇場
- 2025年1月11日（土） - 13日（月）於・博多座
- 2025年1月18日（土） - 19日（日）於・富山オーバード・ホール 大ホール
- 2025年1月25日（土） - 26日（日）於・愛知県芸術劇場 大ホール

### スタッフ
- 作 - 井上ひさし
- 演出 - 藤田俊太郎[1]
- 音楽 - 宮川彬良

### キャスト(初演)
- 高橋一生[1] - 佐渡の三世次 役[2]
- 浦井健治[1] - きじるしの王次 役[2]
- 唯月ふうか - お光 / おさち 役[2]
- 辻萬長 - 鰤の十兵衛 役[2]
- 樹里咲穂 - お文 役[2]
- 土井ケイト - お里 役[2]
- 阿部裕 - よだれ牛の紋太 役
- 玉置孝匡 - 小見川の花平 役
- 章平 - 尾瀬の幕兵衛 役
- 木内健人 - 佐吉 役
- 熊谷彩春 - お冬 役
- 梅沢昌代 - 清滝の老婆 役
- 木場勝己 - 隊長 役

ほか

### キャスト（再演）
- 浦井健治 - 佐渡の三世次 役
- 大貫勇輔 - きじるしの王次 役
- 唯月ふうか - お光/おさち 役
- 土井ケイト - お里 役
- 阿部裕 - よだれ牛の紋太・蝮の九郎治・飯岡の助五郎 役
- 玉置孝匡 - 小見川の花平・笹川の繁蔵 役

- 瀬奈じゅん - お文 役
- 中村梅雀 - 鰤の十兵衛 役

- 章平 - 尾瀬の幕兵衛 役
- 猪野広樹 - 佐吉 役
- 綾凰華 - お冬 役
- 福田えり - 浮舟太夫 役

- 梅沢昌代 - 清滝の老婆・飯炊きのおこま婆 役
- 木場勝己 - 隊長 役

### 受賞
- 第45回（2019年度）菊田一夫演劇賞（高橋一生、佐渡の三世次の役の演技に対して）[3]
- 第32回（2024年）読売演劇大賞 大賞および最優秀男優賞（木場勝己、本作隊長役および同年主演の『リア王の悲劇』リア王役の演技に対して）[4]

### Blu-ray
日生劇場で2020年2月28日に収録された無観客公演の、2枚組Blu-ray。